# ابنة عمي ريتشل (فلم 2017)
ابنة عمي ريتشل (بالإنجليزية: My Cousin Rachel) هو فيلم رومانسي درامي أمريكي بريطاني تم إنتاجه في سنة 2017 وهو من إخراج روجر ميتشل وبطولة ريتشل وايز وسام كلافلن وإيان غلين وهوليداي غراينغر بييرفرانشيسكو فافينو، قصة الفيلم مأخوذة من رواية إبنة عمي ريتشل في سنة 1951 للروائية الإنجليزية دافني دو مورييه، وقد سبق أن تم إنتاج فيلم لهذه الرواية بنفس العنوان في سنة 1952. وتم توزيعه في الولايات المتحدة والمملكة المتحدة عن طريق شركة فوكس سيرش لايت بيكتشرز.

## القصة
تقع أحداث الفيلم في العصر الفكتوري في إنجلترا وتتكلم قصة الفيلم عن فتى اسمه فيليب بعد أن من رحلة من إيطاليا إلى إنجلترا يكتشف أن والده بالتبني تم قتله، فتتحول تهمه نحو زوجته ريتشل ليسعى للانتقام منها، بعد أن يقابلها تتغير نظرته نحوها بعدما رآها كامرأة مثقفة ولطيفة ويحتار بعد ذلك في الحكم عليها.

## البطولة
- ريتشل وايز بدور ريتشل أشلي
- سام كلافلن بدور فيليب
- لويس سوك بدور فيليب بعمر 12 سنة
- أوستن تايلور بدور فيليب بعمر 9 سنوات
- إيان غلين بدور نيك كيندال
- هوليداي غراينغر بدور لويز كيندال
- أندرو نوت بدور جوشوا
- بوبي لي فرير بدور ماري بوسكو
- كاثرين بيرس بدور بليندا بوسكو
- تريسترام دافيس بدور ويلينغتون
- أندرو هافل بدور بارسون باسكو
- فيكي بيبردين بدور السيدة بوسكو
- بوبي سكوت فريمان بدور سكوت
- هاري هايس بدور تيس
- بييرفرانشيسكو فافينو بدور إنريكو رينالدي

## التقييم
حصل الفيلم عن تقييم 76% على موقع الطماطم الفاسدة بناءً على 123 مراجعة، وذكر النقاد أن الممثلة ريتشل وايز قدمت أداء رائعاً في الفيلم وحافظت على روعته لولا بعض الأخطاء الغير المقصودة فيه. على موقع ميتاكريتيك حصل الفيلم على تقييم 63 من 100 وحاز على انتقادات معظمها إيجابية.

## وصلات خارجية
- مقالات تستعمل روابط فنية بلا صلة مع ويكي بيانات
- ابنة عمي ريتشل على قاعدة بيانات الأفلام على الإنترنت
- ابنة عمي ريتشل على موقع الطماطم الفاسدة
- الصفحة الرسمية